# Robert Whymant
Robert Whymant (* 29. November 1944 in Luton, Bedfordshire; † 26. Dezember 2004 bei Galle, Sri Lanka) war ein britischer Journalist und Autor.

## Leben
Whymant studierte Orientalistik am Magdalene College in Cambridge. Ende der 1960er Jahre reiste er erstmals nach Japan, wo er zunächst als Englischlehrer arbeitete.
Von 1972 bis 2002 berichtete er als Japan-Korrespondent unter anderem für Publikationen wie The Guardian, The Daily Telegraph und The Times aus Tokio. Gelegentlich berichtete Whymant auch aus anderen asiatischen Ländern, so unter anderem nach dem Tian’anmen-Massaker 1989 aus China.
Mehr als 20 Jahre recherchierte er für eine große Biographie des deutschen Spions Richard Sorge, wobei er neben japanischen und deutschen Quellen auch umfangreichen Zugriff auf Unterlagen des KGB erhielt. Das Werk Stalin's Spy: Richard Sorge And The Tokyo Ring erschien 1996, die deutsche Version Richard Sorge: Der Mann mit den drei Gesichtern folgte 1999 in einer Übersetzung von Thomas Bertram.
Nachdem er die Times 2002 verlassen hatte, schrieb er auch für die australische Zeitschrift The Courier-Mail und unterrichtete an der Tokioter Waseda-Universität. Er plante ein weiteres Buch über seine Zeit als Korrespondent in Japan.
Im Dezember 2004 verbrachten Whymant und seine Frau Minako ihren Urlaub in Sri Lanka, als der Tsunami nach dem Erdbeben im Indischen Ozean 2004 auf die Insel traf. Das Ehepaar war am frühen Morgen schwimmen gegangen und wurde am Strand von der Welle erfasst. Während Whymants Frau überlebte, konnte er erst fünf Tage später tot aus dem Meer geborgen werden.

## Werk
- Richard Sorge: Der Mann mit den drei Gesichtern. Europäische Verlagsanstalt, Hamburg, 1999, 512 Seiten, ISBN 978-3-434-50407-8